# السكرتارية الوطنية لغرب إفريقيا
السكرتارية الوطنية لغرب إفريقيا (WANS) كانت حركة لكل الإفريقيين تم تأسيسها عن طريق كوامي نكروما، ومقرها في بريطانيا.
وأسس نكروما السكرتارية الوطنية لغرب إفريقيا في ديسمبر 1945، وذلك في أعقاب مؤتمر كل الإفريقيين في مانشستر مباشرة، ليصبح الأمين العام للمنظمة الجديدة. وشمل الأعضاء المؤسسون أيضًا إسحاق ثيوفيلوس أكونا والاس-جونسون (الذي تم اختياره كرئيس للمنظمة) وبانكول أكباتا وكوجو بوتسيو وبانكول أونر-رينر (أول رئيس). والكثير من أعضائها الأوائل كانوا أيضًا أعضاءً في اتحاد طلاب غرب إفريقيا (WASU).
وكانت منظمة السكرتارية الوطنية لغرب إفريقيا تهدف لبناء حركة موحدة في جميع أنحاء منطقة غرب أفريقيا من أجل الاستقلال، انطلاقًا من مبدأ معاداة الإمبريالية. وكانت رؤيتها لمنطقة غرب إفريقيا واسعة، وهدفت إلى احتواء دول بعيدة مثل كينيا والسودان. وكان من المقرر عقد مؤتمر كبير لها، ولكن لم تنجح الجهود لإقامة هذا المؤتمر.
وداخل السكرتارية الوطنية لغرب إفريقيا، نظم نكروما مجموعة اشتراكيين ثوريين سرية، تُعرف باسم «الدائرة» (The Circle). وعملت هذه المجموعة بشكل وثيق مع الحزب الشيوعي لبريطانيا العظمى.
وخلال عام 1946، نشرت السكرتارية الوطنية لغرب إفريقيا خمسة إصدارات من مجلة شهرية تُسمى ذا نيو أفريكان (The New African)، احتوت على مقالات باللغات الإنجليزية والفرنسية والبلجيكية حول قضايا دول غرب إفريقيا، واشتملت أيضًا على روايات خبرية مأخوذة من صحيفة موسكو نيو تايمز. في سبتمبر، عقدت المنظمة مؤتمرًا مشتركًا مع اتحاد طلاب غرب إفريقيا، حيث أقنع نكروما ليوبولد سيدار سنغور وسورو ميغان أبيثي بحضور المؤتمر.
وشهدت منظمة السكرتارية الوطنية لغرب إفريقيا ضعفًا كبيرًا بعد عودة نكروما إلى إفريقيا عام 1947، وتبين أنها قد حُلت في العام التالي.